# Dipartimento di Santa Cruz
Santa Cruz è un dipartimento della Bolivia di 3.320.084 abitanti, che ha come capoluogo Santa Cruz de la Sierra.

## Autonomia
Il 4 maggio 2008, il governatore di Santa Cruz, Ruben Costa, ha condotto un referendum popolare per avere l'indipendenza amministrativa dalla Bolivia. Il risultato è stato dell'82% di voti favorevoli.
Il presidente Evo Morales ha dichiarato l'incostituzionalità di tale referendum, ritenendolo illegittimo, ma si è dichiarato disposto ad aprire un dialogo. Morales ha inoltre definito un fallimento la votazione dato che il numero di persone che si sono astenute ha superato il 30%.

## Geografia antropica

### Suddivisioni amministrative

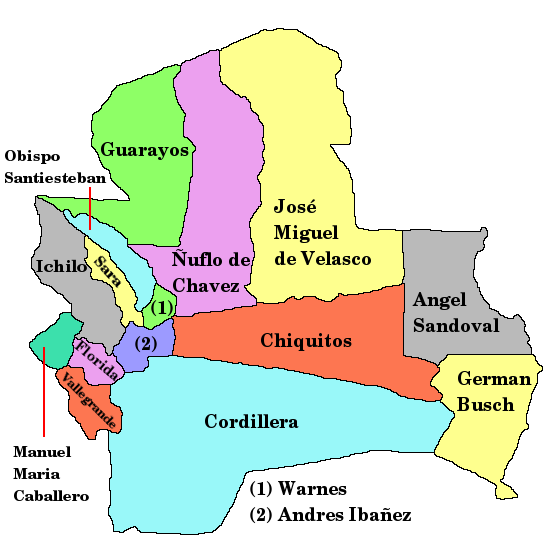
Suddivisione del dipartimento in province.

Il dipartimento è suddiviso in 15 province (i dati degli abitanti sono del 2005):
| Provincia              | Abitanti  | Capoluogo               |
| ---------------------- | --------- | ----------------------- |
| Andrés Ibáñez          | 1.449.849 | Santa Cruz de la Sierra |
| Obispo Santistevan     | 166.267   | Montero                 |
| Ñuflo de Chávez        | 116.101   | Concepción              |
| Cordillera             | 108.843   | Camiri                  |
| Ichilo                 | 82.952    | Buena Vista             |
| Chiquitos              | 70.319    | Pailón                  |
| José Miguel de Velasco | 64.517    | San Ignacio de Velasco  |
| Ignacio Warnes         | 62.417    | Warnes                  |
| Sara                   | 42.157    | Portachuelo             |
| Guarayos               | 38.498    | Ascención de Guarayos   |
| Germán Busch           | 37.637    | Puerto Suárez           |
| Florida                | 29.850    | Samaipata               |
| Vallegrande            | 27.691    | Ciudad de Vallegrande   |
| Manuel Caballero       | 22.142    | Comarapa                |
| Ángel Sandoval         | 14.362    | San Matías              |